# 帕隆藏布
帕隆藏布（藏語：ཕར་ལུང་གཙང་པོ，威利转写：phar lung gtsang po，THL：Parlung Tsangpo），为雅鲁藏布江北侧最大的支流，源出阿扎贡拉冰川，河源海拔4900米。先向北流入安贡错，后转向西北流入然乌错。易贡藏布在通麦附近汇入后，再转向南流，并在觉东流入雅鲁藏布大峡谷。全长266公里，落差3360米，流域面积2.8631万平方公里。帕隆藏布下游的帕隆藏布大峡谷可能是世界第三大峡谷。
国电集团规划帕隆藏布11个梯级水电开发。
- 波密县玉普乡东部
- 波密县通麦东部